# Llista d'arquebisbes de Santiago de Compostel·la
Aquesta és una llista dels arquebisbes metropolitans de la Diòcesi de Santiago de Compostel·la. L'edifici religiós més important d'aquesta diòcesi és la catedral de Santiago de Compostel·la.
Diego Gelmírez, bisbe de Santiago, fou qui va aconseguir la dignitat arquebisbal per a la seu compostel·lana i és el primer arquebisbe:
- Dalmacio (1094 - 1095)
- Diego Gelmírez (1096 - 1100, administrador apostòlic; 1100 - 1120, bisbe; 1120 - 1140, primer Arquebisbe)
- Berenguel o Berengario (1140 - 1142)[1]
- Pedro Helías (1143 - 1149)
- Bernardo I (1151 - 1152)
- Pelayo Camundo (1153 - 1167)
- Martín Martínez (1156-1167)
- Pedro Gundestéiz (1168 - 1173)
- Pedro Suárez de Deza (1173 - 1206)
- Pedro Muñiz (1207 - 1224)
- Bernardo II (1224 - 1237)
- Juan Arias (1238 - 1266)
- Egas Fafez de Lanhoso, bisbe de Coimbra, promogut a Santiago el 1267, va morir a Montpeller, sense prendre possessió.
- Gonzalo Gómez (1273 - 1281?)
- Rodrigo González (1286 - 1304)
- Rodrigo del Padrón (1307? - 1316)
- Berenguel de Landoria (1317 - 1330)
- Juan Fernández de Limia (1331 - 1338)
- Martín Fernández (1339 - 1343)
- Pedro (1344 - 1351)
- Gómez Manrique (1351 - 1362)
- Suero Gómez de Toledo (1362 - 1366)
- Alonso Sánchez de Moscoso (1367-1367)
- Rodrigo de Moscoso (1368 - 1382)
- Juan García Manrique (Juan III) (1383 - 1388)
- Lope de Mendoza (1399 - 1445)
- Álvaro Núñez de Isorna (1445 - 1449)
- Rodrigo de Luna (1451 - 1460)
- Alonso de Fonseca y Acevedo (1460 - 1465) (1a vegada)
- Alonso de Fonseca el Vell (1464 - 1469) (Arquebisbe de Sevilla, administrador apostòlic)
- Alonso de Fonseca y Acevedo (1469 - 1507) (2a vegada)
- Alonso de Fonseca y Ulloa[2] (1507 - 1523, nomenat Arquebisbe de Toledo)
- Juan Pardo de Tavera (1524 - 1534, nomenat Arquebisbe de Toledo). Cardenal de l'església de Roma.
- Pedro Gómez Sarmiento (1534 - 1541). Cardenal de l'església de Roma.
- Gaspar Avalos de la Cueva (1542 - 1545). Cardenal de l'església.
- Pedro Manuel (1546 - 1550)
- Juan Álvarez y Alva de Toledo, O.P. (1550 - 1553, nomenat bisbe d'Albano). Cardenal.
- Fray Alfonso de Castro, OFM (1558), mort abans de prendre possessió.
- Gaspar Zúñiga Avellaneda (1558 - 1569, nomenat Arquebisbe de Sevilla)
- Cristóbal Fernández Valtodano (1570 - 1572)
- Francisco Blanco Salcedo (1574 - 1581)
- Juan de Yermo (Liermo) y Hermosa (1582 - 1584) abans bisbe de Mondoñedo.
- Alonso Velázquez (1583 - 1587)
- Juan de Sanclemente y Torquemada (Juan V) (1587 - 1602)
- Maximiliano de Austria (1603 - 1614)
- Juan Beltrán Guevara y Figueroa (1615 - 1622)
- Luis Fernández de Córdoba Portocarrero (1622 - 1624, nomenat Arquebisbe de Sevilla)
- Agustín Antolínez, O.S.A. (1624 - 1626)
- José González Villalobos, O.P. (1627 - 1630, nomenat Arquebisbe de Burgos)
- Agostino Spinola Basadone (1630 - 1645, nomenat Arquebisbe de Sevilla). Cardenal.
- Fernando de Andrade Sotomayor (1645 - 1655)
- Pedro Carrillo y Acuña (1655 - 1667)
- Ambrosio Ignacio Spínola y Guzmán (1668 - 1669, nomenat Arquebisbe de Sevilla)
- Andrés Girón (1670 - 1681)
- Francisco de Seijas y Losada (1681 - 1684)
- Antonio Monroy (1685 - 1715)
- Luis de Salcedo y Azcona (1716 - 1722, nomenat Arquebisbe de Sevilla)
- Miguel Herrero Esgueva (1723 - 1727)
- José del Yermo Santibáñez (1728 - 1737)
- Manuel Isidro Orozco Manrique de Lara (1738 - 1745)
- Cayetano Gil Taboada (1745 - 1751)
- Bartolomé Raxoi e Losada (1751 - 1772)
- Francisco Alejandro Bocanegra Jivaja (1773 - 1782)
- Sebastián Malvar y Pinto, O.F.M. (1783 - 1795)
- Felipe Antonio Fernández Vallejo (1797 - 1800)
- Rafael Múzquiz Aldunate (1801 - 1821)
- Juan García Benito, bisbe de Tui i electe de Santiago (1822 - 1824).[3]
- Simón Antonio Rentería Reyes (Del 16 de novembre al 4 d'octubre de 1824)
- Fray Rafael de Vélez (nascut Manuel Anguita Téllez), O.F.M. Cap. (1824 - 1850)
- Miguel García Cuesta (1851 - 1873). Cardenal de l'església de Roma.
- Miquel Payà i Rico (1874 - 1886, nomenat Arquebisbe de Toledo). Cardenal de l'església de Roma
- Victoriano Guisasola y Rodríguez (1886 - 1888)
- José María Martín de Herrera y de l'església (1889 - 1922). Cardenal de l'església de Roma.
- Manuel Lago González (1923 - 1925)
- Julián de Diego y García Alcolea (1925 - 1927)
- Zacarías Martínez Núñez, O.S.A. (1927 - 1933)
- Tomás Muñiz Pablos (1935 - 1948)
- Carmelo Ballester Nieto, C.M., bisbe de Vitoria i preconitzat Arquebisbe de Santiago, va morir abans de prendre possessió (1948 - 1949)
- Fernando Quiroga Palacios (1949 - 1971). Cardenal de l'església de Roma
- Ángel Suquía Goicoechea (1973 - 1983, nomenat Arquebisbe de Madrid)
- Antonio María Rouco Varela (1984 - 1994, nomenat Arquebisbe de Madrid)
- Julián Barrio Barrio (des del 1996)